# Лили Томлин
Лили Томлин (на английски: Lily Tomlin) е американска комедийна актриса, писателка и продуцентка. Носителка е на множество награди, включително „Тони“, „Еми“, „Грами“. Номинирана е за „Оскар“.

## Биография
По времето на Голямата депресия родителите ѝ се местят в щата Мичиган, където е родена през 1939 г., от щата Кентъки.
Първото ѝ появяване на телевизионния екран е през 1965 година. През 1985 г. получава награда  „Тони“ за участието си на Бродуей в спектакъла „Търсене на признаци на интелигентен живот във Вселената“ (The Search For Signs of Intelligent Life in the Universe), написан от Джейн Уагнър, с която са гаджета от 1971 година, а през 2013 година сключват граждански брак. 
Изявява се и като озвучаваща актриса; най-известна е с ролята на учителката г-ца Фризъл в „Магическият автобус“ (The Magic School Bus), анимационен сериал (1994 – 1997), както и в рийбута му (рестартираната му версия) от 2017 – 2018 г. През 2013 г. печели награда „Еми“ в категория „Най-добро озвучаване“ като диктор на документалния филм „Извинение за слоновете“.
От 2015 г. Лили Томлин играе, заедно с Джейн Фонда, в ситкома на Netflix „Грейс и Франки“.

## Избрана филмография
| Година | Филм                            | Оригинално заглавие               | Роля                | Режисьор                               |
| ------ | ------------------------------- | --------------------------------- | ------------------- | -------------------------------------- |
| 1975   | Нашвил                          | Nashville                         | Линея Рийз          | Робърт Олтмън                          |
| 1980   | 9 до 5                          | 9 to 5                            | Вайълет Нюстед      | Колин Хигинс                           |
| 1991   | Сенки и мъгла                   | Shadows and Fog                   | Джени, проститутка  | Уди Алън                               |
| 1999   | Чай с Мусолини                  | Tea with Mussolini                | Джорджи Рокуел      | Франко Дзефирели                       |
| 2006   | Последното кънтри шоу           | A Prairie Home Companion          | Ронда Джонсън       | Робърт Олтман                          |
| 2009   | Розовата пантера 2              | The Pink Panther 2                | Г-жа Ивет Беринджър | Харълд Цварт                           |
| 2015   | Баба                            | Grandma                           | Ел Рийд             |                                        |
| 2018   | Спайдър-Мен: В Спайди-вселената | Spider-Man: Into the Spider-Verse | Леля Мей (глас)     | Боб Пърсичети Питър Рамзи Родни Ротман |